# P和E交匯處 (亞利桑那州)
P和E交滙處（英語：P and E Junction）是位於美國亞利桑那州亞瓦派縣的一個非建制地區。該地的面積和人口皆未知。

## 地理
P和E交滙處的座標為34°36′22″N 112°24′17″W / 34.60611°N 112.40472°W，而該地的平均海拔高度為1564米（即5131英尺）。